# Shin Ramyun

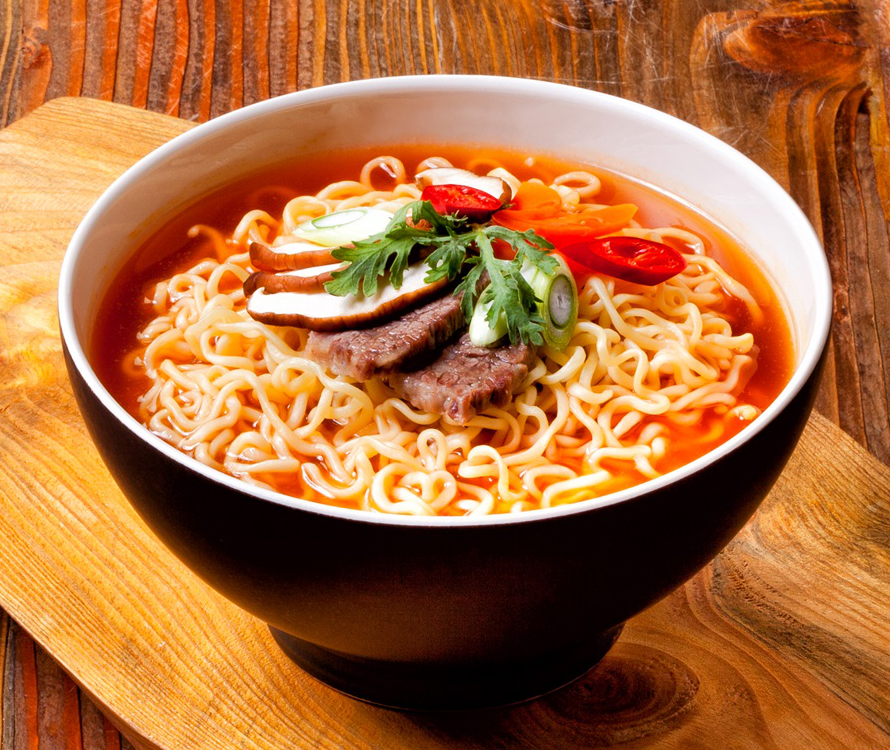
Zubereitetes Shin Ramyun

Shin Ramyun (Transkription des koreanischen 신라면, Hanja 辛拉麵, auf Deutsch etwa „würziges Ramen“) ist eine Marke des südkoreanischen Lebensmittelkonzerns Nongshim, die für Instant-Nudelsuppen verwendet wird.

## Produkt

Shin Ramyun – Produkte
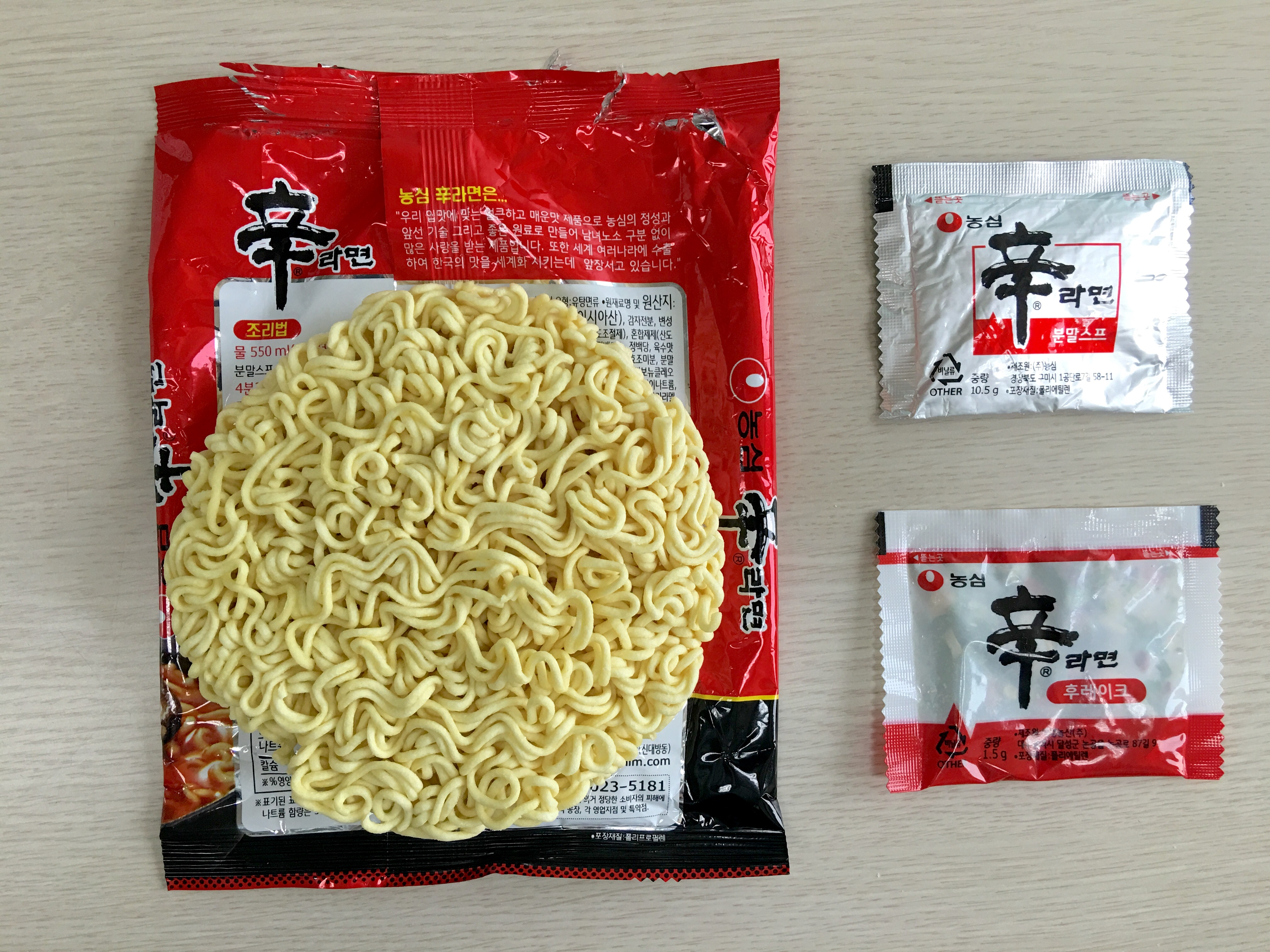
Inhalt einer Packung
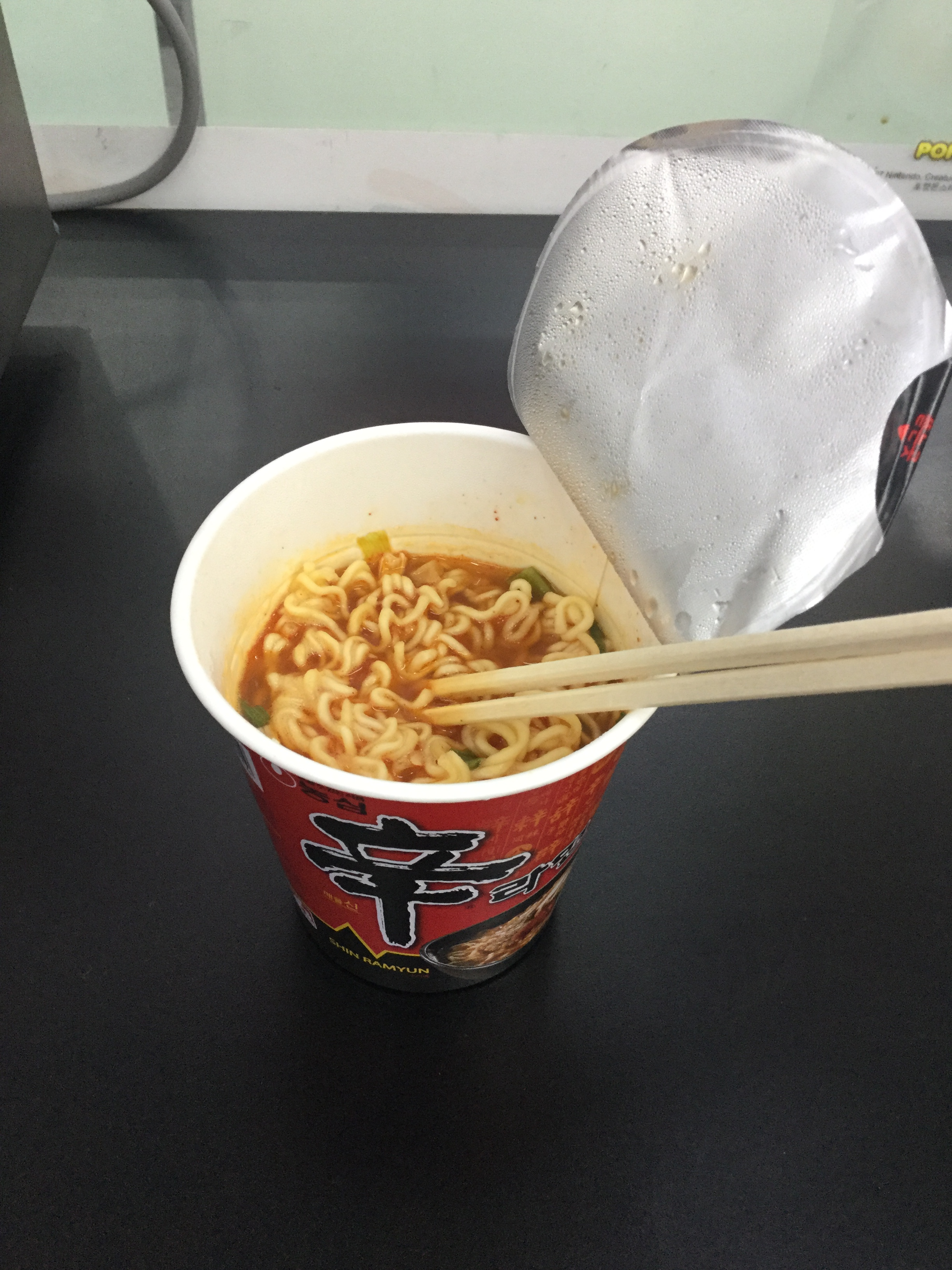
Cup Noodle

Eine Packung enthält eine Portion Instantnudeln. Das Gericht ist in vier Varianten erhältlich, von denen drei auf der Geschmacksrichtung „Rindfleisch“ basieren: Zusätzlich zu den „normalen“ Nudeln, die Rindfleischextrakt und Rinderfett enthalten, gibt es noch die Varianten „Black“ (Schwarz), „Super Spicy“ und die nur in China erhältliche Variante „Shrimp Flavour“. Die Verpackung enthält in allen Fällen vorgekochte, getrocknete und zu einer Scheibe gepresste Ramen-Nudeln, einen Beutel mit Gewürzmischung und einen Beutel mit dehydrierten Gemüseflocken. Die Packung der Geschmacksrichtung „Black“ enthält zusätzlich einen Beutel mit einer Mischung aus gekörnter Rinderbrühe und pulverisierten Sardellen, die dem Gericht laut dem Foodblog Serious Eats eine „subtilere, ausbalancierte Brühe“ verleihe, die im Vergleich zum „normalen“ Produkt deftiger, aber auch milder schmecke. Außerdem enthält die „Black“-Variante größer geschnittene Gemüseflocken und kleine Stückchen Rindfleisch. Im Vergleich zu anderen, auch südostasiatischen Instantnudelsorten sind Shin-Ramyun-Nudeln recht scharf. Nongshim passt den Geschmack für den Export in andere Länder kaum an, auch wenn in diesen Ländern im Durchschnitt weniger scharf gegessen wird als in Südkorea. Für den US-Markt werden dem Produkt Thiamin (Vitamin B1) und Nicotinsäure (Vitamin B3) zugegeben, zudem weichen Rezeptur und bei der „Black“-Variante auch die Gemüseflockenzusammensetzung leicht vom Original ab.
Eine Abwandlung des Produkts, dass ebenfalls innerhalb der „Shin-Ramyun“-Produktfamilie vertrieb wird, ist „Stir Fry“ – ein Instantgericht mit fast identischen Zutaten, bei dem das Kochwasser vor der Vermengung mit den Gewürzen abgegossen wird, so dass sich an Stelle einer Suppe ein Nudelgericht ergibt.
Die der Menge nach wichtigsten Zutaten des Gerichts sind Weizenmehl, Palmöl, Kartoffelstärke, modifizierte Kartoffelstärke und Salz. Bei der „Black“-Variante kommen noch Rinderextrakt und Maltodextrin hinzu.

## Geschichte
Die Markteinführung der Marke in Südkorea erfolgte im Oktober 1986. Der Namensbestandteil „Shin“ (koreanisch 신) entspricht dem Hanja 辛, das „würzig“ bedeutet. Es ist zudem der Familienname des Firmengründers Shin Chun-ho. Ab 1987 wurden die Instantnudeln nach Japan exportiert. 1997 wurde die „Cup“-Version auf den Markt gebracht, die nicht mehr in einem Topf gekocht werden musste, sondern in einem Styroporbecher geliefert wurde, der mit heißem Wasser gefüllt wird. 2011 wurde das Portfolio um die Geschmacksvariante „Black“ erweitert, 2019 um die Geschmacksvariante „Super Spicy“ mit 426 kcal (1784 kJ) Brennwert pro 100 g. Heute ist Shin Ramyun die meistverkaufte Instantnudelmarke in Südkorea; der Pro-Kopf-Verbrauch an Shin-Ramyun-Nudelportionen beträgt dort 80 pro Jahr. 2014 wurde das Produkt in über 80 Länder exportiert und setzte 190 Millionen Euro um. Testimonial der Marke war ab 2016 für mehrere Jahre der Go-Spieler Lee Sedol. Als 2012 der südkoreanische Sänger Psy Testimonial der Marke wurde, stiegen die Verkäufe der von ihm beworbenen Geschmacksrichtung binnen eines Monats um 30 %. 2021 wurde die „Stir-Fry“-Variante auf den Markt gebracht. 2023 war der Fußballspieler Heung-Min Son das „Gesicht“ der Marke und wurde auch auf die Verpackungen gedruckt.